# Brigitte von Arnim
Brigitte von Arnim, Pseudonym Nina Joachim (* 5. Februar 1905 in Rawitsch; † 7. November 1965 in Cuxhaven) war eine deutsche Schriftstellerin.

## Leben
Brigitte von Arnim entstammte der Gerswalder Linie der uckermärkischen Familie von Arnim. Ihr Vater war der kgl.-preußischer Hauptmann a. D. und 1. Kurator der Arnim-Gerswalde'schen Familienstiftung Karl von Arnim  (* 1875; † 1946), ihre Mutter hieß Marie Lehmann (* 1880; † 1955). Brigitte hatte einen Bruder, Hans-Henning von Arnim (* 1908; † 1984), zuletzt Chefarzt, verheiratet mit Leonore Holl (* 1912; † 2007), sie hatten drei Kinder.
Brigitte von Arnim trat bereits zum 1. Februar 1930 der NSDAP bei (Mitgliedsnummer 222.353) und wurde eine begeisterte Anhängerin Hitlers. Diese politische Haltung prägte auch ihre Buchveröffentlichungen. Sie starb unverheiratet in Cuxhaven.

## Veröffentlichungen
Unter dem Pseudonym Nina Joachim erschienen ihre von nationalsozialistischem Geist durchtränkten Erzählungen. Zuerst veröffentlichte sie 1932 den Roman Die unsterbliche Sehnsucht, ein propagandistischer Ruf nach dem Dritten Reich. 1933 kam ihre Erzählung Manfreds Weg zu Hitler, ein Buch aus unseren Tagen heraus; es folgten die Erzählung Hella kämpft fürs Dritte Reich (1934) sowie die Romane Tragödie um Ingeborg (1934) und Leerlauf (1937).
Manfred und Hella wurden nach Ende des Zweiten Weltkrieges in der Sowjetischen Besatzungszone auf die Liste der auszusondernden Literatur gesetzt.